# أل إر تي في
ألـ إر تي في هي قناة إخبارية وثقافية فضائية إسلامية روسية والتي تبث باللغة الروسية. أنشأت القناة بطلب من قادة أكبر منظمات الإسلامية في روسيا وبدعم من الحكومة الاتحادية. بدأ بث القناة في 19 أغسطس 2012 في نهاية شهر رمضان المبارك. مهمة القناة هي بث المواد الإسلامية، التنوير الديني الإسلامي إضافة إلى تغطية مستمرة للأحداث في العالم الإسلامي.
تبث القناة على مدار 24 ساعة في ثمان جمهوريات روسية، وهي: تتارستان ، باشكورتوستان ، داغستان ، شيشان ، أديغا ، إنغوشيا ، قبردينو - بلقاريا وقراتشاي - تشيركيسيا.